# Ніл Армстронг
Ніл О́лден А́рмстронг (англ. Neil Alden Armstrong; 5 серпня 1930, Вопаканета, штат Огайо, США — 25 серпня 2012) — американський військово-морський льотчик ВМС США і астронавт. Командир «Аполлона 11», який виконав політ на Місяць та перший землянин, який ступив на його поверхню (20—21 липня 1969 року). Нагороджений Золотою медаллю Конгресу (2009).

## Біографія

### Дитинство та юність
Ніл Армстронг народився в місті Вапаконета, штат Огайо, у сім'ї Стівена Армстронга (англ. Stephen Koenig Armstrong) та Віоли Енгел (англ. Viola Louise Engel). Таким чином, Ніл був шотландсько-німецького походження. Його батько працював фінансовим аудитором, а мати викладачем літератури в школі. Ніл був первістком у сім'ї і мав двох молодших сестер Джун (англ. June) та Дін (англ. Dean). Батько, Стівен Армстронг, працював на уряд штату, і після народження Ніла, сім'я часто переїжджала із міста в місто: вони встигли пожити в 20 різних містах до того, як остаточно осіли у Вапаконеті, де Ніл зміг поступити у середню школу. До того часу Ніл вже був активним учасником руху бойскаутів Америки (Boy Scouts of America), де він урешті-решт досягне найвищого рангу «Eagle Scout». Будучи дорослим, він також отримає від них нагороди «Distinguished Eagle Scout Award» і «Silver Buffalo Award».
Ніл з дитинства захоплювався літаками. У шість років Ніл, вперше злетів на літаку: його батько замість недільної служби, взяв сина в кабіну літака, який за плату підіймав у повітря всіх охочих. Цим першим літаком був Ford Trimotor або «Бляшаний Гусак» — маленький пасажирський літак. З десятирічного віку Ніл підробляв (зістригав газони на місцевому цвинтарі), аби за отримані кошти купувати авіаційні журнали та моделі, яких у нього була повна кімната. Він, навіть, самостійно збудував модель турбіни літака. У старших класах Ніл почав проходити підготовку в міській авіашколі WFS. Він виявився здібним учнем і вже в п'ятнадцять років зміг отримати сертифікат пілота, навіть, перед тим, як зміг отримати водійські права. Копія одномоторного літака моделі Aeronca 7AC Champion, на якому він вперше самостійно піднявся в небо, зараз стоїть в Аерокосмічному музеї імені Ніла Армстронга, що був відкритий в 1972 році у Вапаконеті.
У 1947 році Ніл почав вивчати авіаційну промисловість в Університеті Пердью, штат Індіана, де він вступив у студентські братства Phi Delta Theta і Kappa Kappa Psi. У своїй родині він став лише другою людиною, яка здобувала вищу освіту. Його також брали і в Массачусетський технологічний інститут, проте знайомий інженер (який там вчився) відрадив його від цього, кажучи, що за доброю освітою зовсім необов'язково далеко їхати. Його навчання в коледжі оплачувалось згідно з планом Холовея (Holloway Plan), де Ніл зобов'язувався після 2-х років навчання відслужити три роки у ВМС США, а наступні 2 роки навчатися вже після служби в армії. У перші два роки навчання Ніл отримував середні оцінки.

### Військовий льотчик

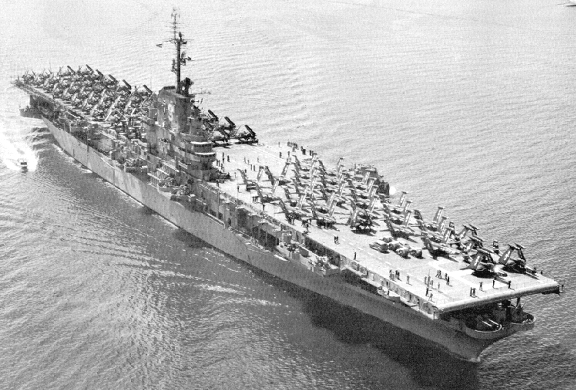
Авіаносець «Ессекс»

У січні 1949 року Нілу довелося перервати навчання — його призвали у Військово-морські сили США. Він вступив у школу молодих льотчиків на авіабазі в Пенсаколі, Флорида. Поки він проходив навчання, розпочалася війна в Кореї. У 1950 році Ніл Армстронг став льотчиком ВМФ і був направлений до Кореї. У 1950—1952 роках він узяв участь у Корейській війні, де проходив службу на славнозвісному авіаносці «Ессекс». Ніл був пілотом реактивного палубного винищувача Grumman F9F Panther. Свої завдання він описував, як «знищення мостів, атаки потягів, ураження танків та подібні речі». У вересні 1951 року його літак підбили із зенітної гармати. Літаку відірвало частину крила, і Армстронгу довелося катапультуватись. Він спустився на парашуті, на щастя першими його підібрали «свої».
Всього за роки служби Ніл здійснив 78 бойових вильотів та отримав три бойові нагороди: Медаль ВПС (США), за перші двадцять бойових вильотів, Золоту зірку за наступні двадцять та медаль «За службу в Кореї». 23 серпня 1952 року у званні лейтенанта Ніл Армстронг покинув ВМС США.

### Навчання у коледжі

портрет 1956 року

По закінченню свого трирічного контракту з ВМС США, Ніл повернувся до Університету Пердью, де став одним із найкращих студентів, маючи кінцевий бал 4,8 з 6,0. Навчаючись в інституті, Ніл захопився музикою: писав музичні твори та брав участь в університетському оркестрі. 1955 року Ніл здобув ступінь бакалавра з авіаційної інженерії.

В інституті Ніл познайомився із своєю майбутньою дружиною — Джанет (Janet Elizabeth Shearon), що навчалась на економічному факультеті. Замолоду Ніл був дуже мовчазним та сором'язливим. Пізніше, його дружина про це розповідала в своєму інтерв'ю:
— Ніл — великий мовчун. Мовчання — це його звичайний спосіб спілкування. Якщо він киває головою, чи просто посміхається, — це вже жваве спілкування. Якщо він каже «так», то розмова набула активного характеру. Якщо він каже «ні», то це означає, що він завзято сперечається. Три роки йому знадобилось, аби запросити мене на перше побачення. Коли він зробив мені пропозицію, я одразу погодилась, оскільки боялась, що повторення цієї фрази доведеться чекати ще пару років!
Вони побрались 28 січня 1956 року в містечку Вілметт, штат Іллінойс.

## Кар'єра в НАСА
У 1955 році Армстронг почав працювати в Лабораторії рухових установок ЛА ім. Льюїса (Flight Propulsion Laboratory) у Клівленді, Огайо. А через рік, в 1956 році, перейшов на роботу в підпорядковану НАСА Станцію вивчення високошвидкісних польотів (High-Speed Flight Station) на базі ВПС Едвардс (Edwards AFB) в Каліфорнії (у наш час — Льотно-дослідний центр ім. Драйдена, Dryden Flight Research Center). Брав участь у випробуваннях дослідних та експериментальних літаків F-100A і F-100C, F-101, F-104A, X-1B, X-5, F-105, F-106, B-47, KC-135.

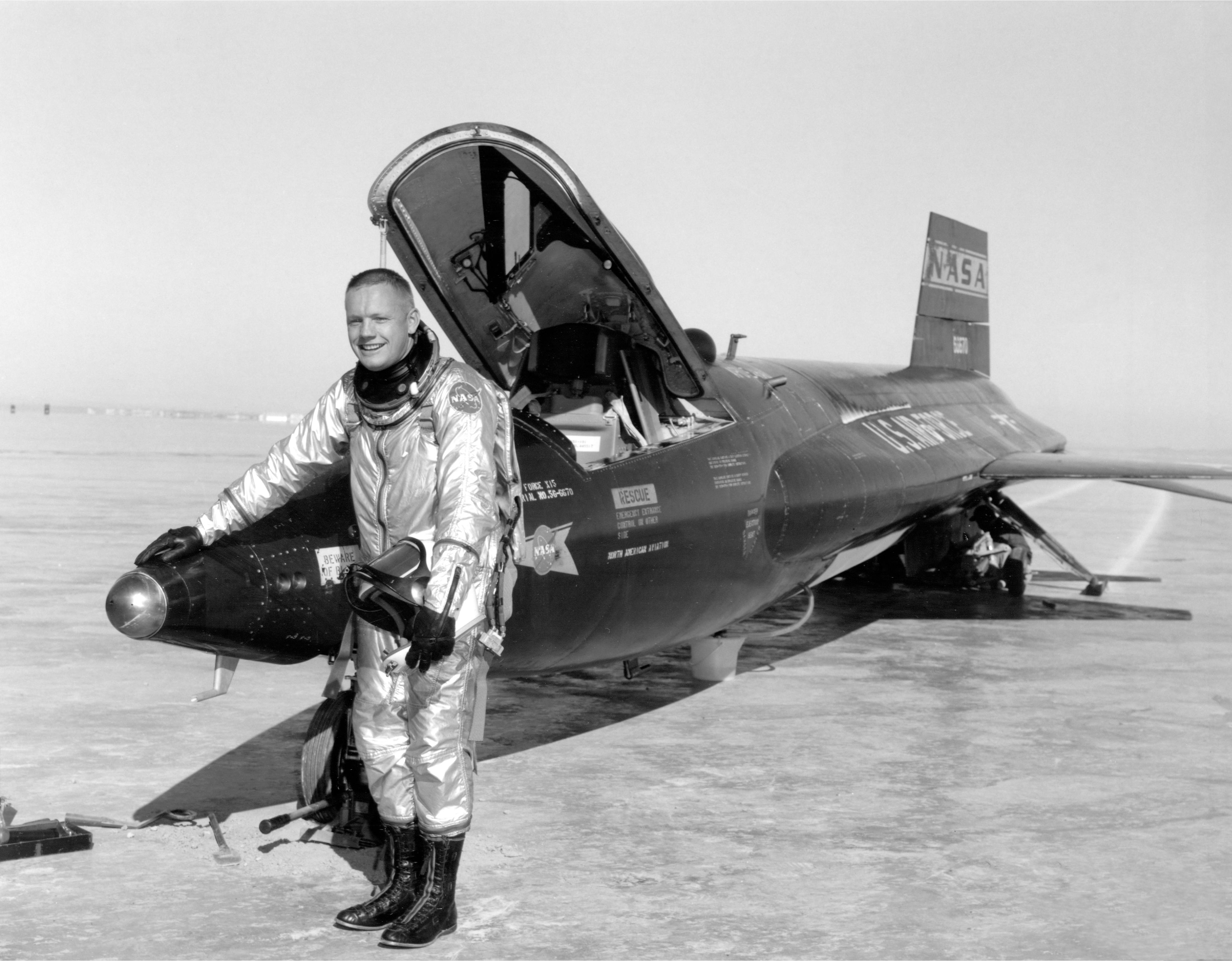
Армстронг біля літака X-15 після пробного польоту

У червні 1958 року Ніл був обраний для підготовки як астронавт у рамках реалізації командуванням ВПС програми MISS (Man In Space Soonest). Однак після того, як у серпні 1958 року всі роботи з першого пілотованого польоту були віддані НАСА, програма була згорнута.
У жовтні 1958 року Ніл був включений у групу льотчиків, які готувалися до польотів на експериментальному літаку з ракетним двигуном North American X-15. У період з 30 листопада 1960 року по 26 липня 1962 року Армстронг виконав вісім польотів на X-15. Найбільша висота, якої він зміг досягти, становила 63 246 м, і сталося це під час його шостого польоту 20 квітня 1962 року.
У квітні 1960 року Армстронг був включений у секретну групу із семи астронавтів по військовій програмі Х-20 Dyna-Soar. Займався відпрацюванням посадочних операцій X-20 на спеціально обладнаних літаках-тренажерах F-102A і F5D. Однак влітку 1962 року, бачачи безперспективність даної програми і розраховуючи продовжити кар'єру астронавта в НАСА, пішов з числа пілотів X-20.
У вересні 1962 року, пройшовши відбір із майже 250 кандидатів, Ніл Армстронг та Еліот Сі, стали першими цивільними пілотами, що були зараховані у другій набір астронавтів НАСА. Таким чином, він став допущеним до підготовки до польотів за програмами «Джеміні» та «Аполлон».

### Перший орбітальний політ

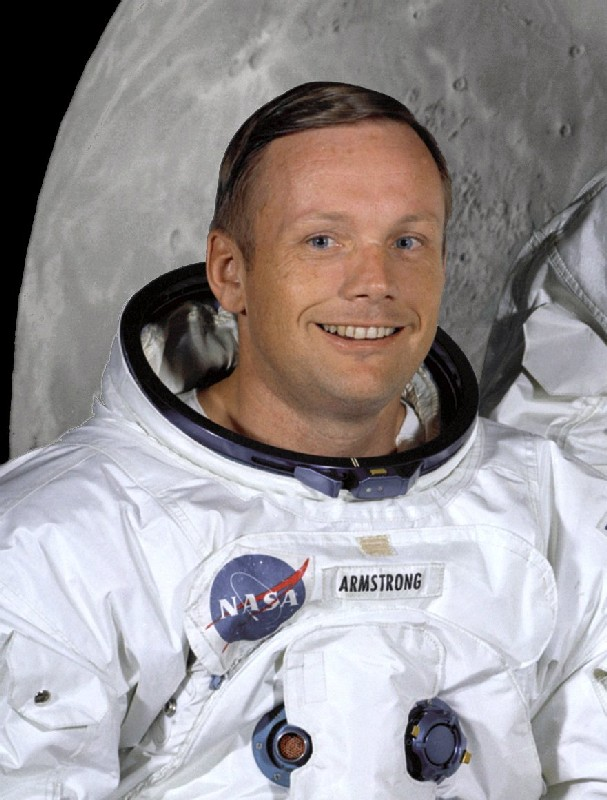
Ніл Армстронг, командир «Аполлона-11»

Одразу після прийняття в групу астронавтів, Ніл приступив до тренувань і вже в серпні 1965 року дублював Гордона Купера, командира «Джеміні-5».
16 березня 1966 року як командир корабля «Джеміні-8» Ніл Армстронг разом із пілотом Девідом Скоттом здійснив свій перший політ у космос. Їх очікувала тридобова місія, протягом якої вони мали забезпечити стикування з безпілотною ракетою Agena, провести роз'єднання, здійснити вихід у відкритий космос, а також інші завдання.
Через сім годин після старту вони вперше в історії здійснили ручну стиковку із ракетою. Проте незабаром через збій у системі орієнтації космічного корабля зв'язка апаратів втратила стійкість і стала швидко обертатись. У цей час астронавти пролітали над Індійським океаном і зв'язок із Землею був відсутній, тому вони мусили покладатись лише на себе. Армстронг вручну включив двигуни системи орієнтації, і обертання призупинилось. Проте після вимкнення цих двигунів воно знову повернулось. Вирішивши, що причиною дестабілізації є Agena, Армстронг ухвалив рішення про роз'єднання із ракетою. Проте це рішення було помилковим, і корабель почав обертатись ще швидше, досягаючи швидкості 60 обертів за хвилину. Розуміючи небезпечність ситуації, Армстронг пішов на ризик — запустив резервні двигуни, призначені для управління спуском корабля. Якби палива в резервних двигунах не вистачило для встановлення правильної орієнтації, корабель увійшов би в атмосферу під незапланованим кутом і згорів би дощенту. Проте ризик виправдався — корабель стабілізувався, і Ніл повів його на вимушену посадку. Астронавти «приводнились» у Тихому океані, за тисячу кілометрів на південь від Японії, де через три години їх забрала рятувальна команда. Тривалість польоту становила 10 годин 41 хвилина 26 секунд.
Через аварійне припинення польоту та невиконання більшості запланованих на «Джеміні-8» завдань Армстронг почувався пригніченим. Під час перевірки контролери встановили, що екіпаж вчинив, так, як мав вчинити, і помилка виникла внаслідок того, що їх неправильно навчали. Це призвело до змін у плануванні польотів: систему із двох кораблів стали розглядати як один апарат. Попри це, місію визнали успішною, оскільки основна мета — перша стиковка з безпілотною ракетою Agena — була виконана успішно.
Через два дні після повернення з «Джеміні-8» Армстронг був призначений резервним командиром для «Джеміні-11», що свідчило про довіру до нього з боку вищого керівництва. Проте програма підготовки до "Джеміні-11 відбувалась у стандартному режимі і 12 вересня 1966 року, місія вирушила із основною командою: Чарльзом Конрадом та Річардом Гордоном, тоді як Ніл відповідав за зв'язок із екіпажем.

### Місячна подорож

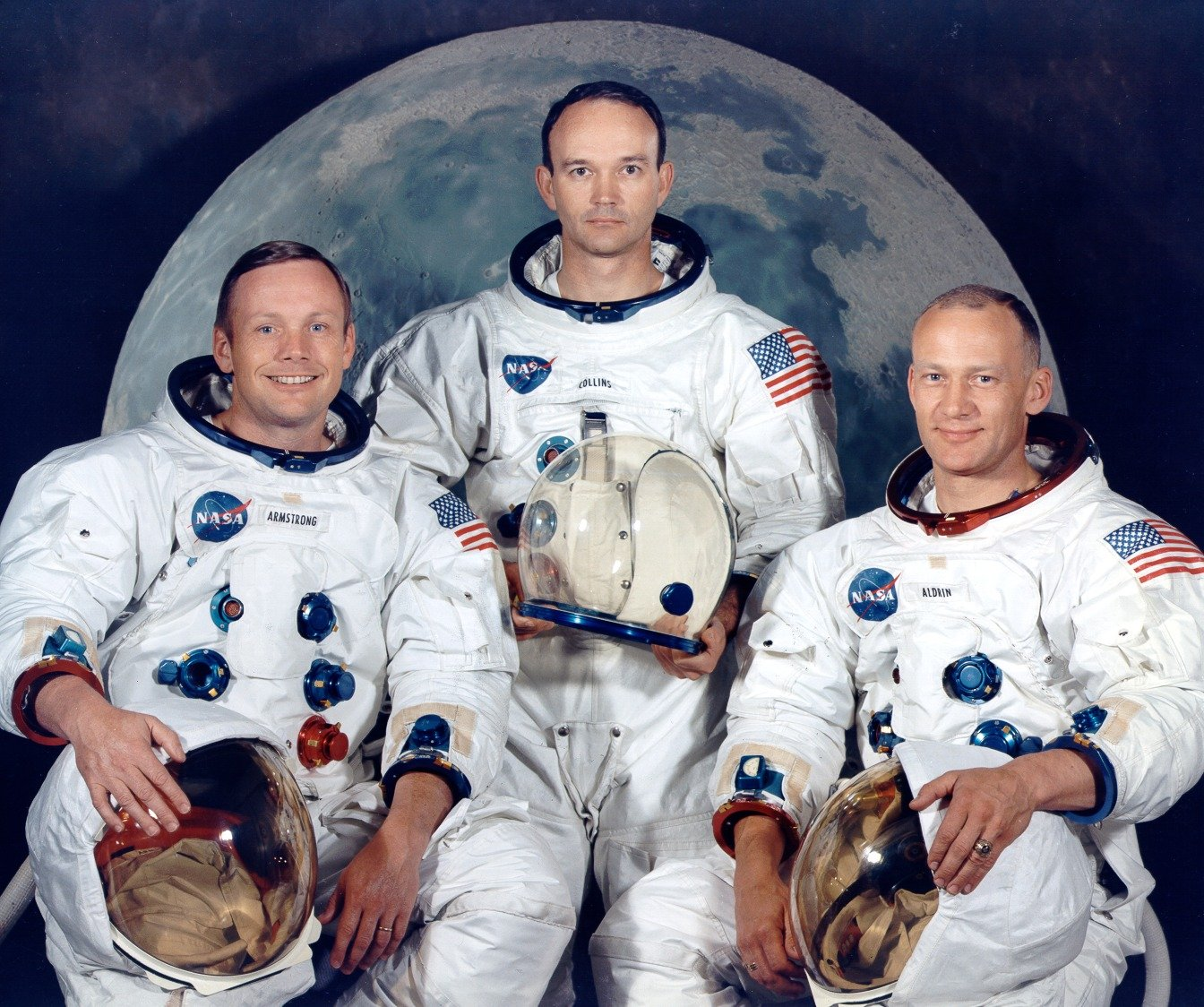
Команда «Аполлона-11». Зліва направо Армстронг, Майкл Коллінз, та Базз Олдрін.

Після чисельних успіхів СРСР у галузі підкорення космосу США приймають рішення повернути собі статус технологічно найрозвиненішої держави. Засобом досягнення цієї мети була обрана космічна програма «Аполлон», яку прийняли в 1961 році. Це була програма пілотованих космічних польотів з метою здійснення першої пілотованої висадки на Місяць.

#### Підготовка і старт
9 січня 1969 року дирекція НАСА офіційно оголосила, що політ із першим висадженням на поверхню Місяця здійснить екіпаж у складі: Ніла Армстронга, Базза Олдріна та Майкла Коллінза.
16 липня 1969 року в 13 годин 32 хвилини за Гринвічем, Ніл Армстронг як командир корабля «Аполлон-11» почав свій другий політ у космос, який увійшов назавжди в історію людства. На космодромі й у прилеглих районах за стартом спостерігало близько 1 млн чоловік, а телевізійну трансляцію старту дивилося близько 1 млрд мешканців планети з різних країн світу. Серед 5000 почесних гостей у Космічному центрі імені Кеннеді були присутні 36-й президент США Ліндон Джонсон, чинний віце-президент Спіро Агню та піонер німецького ракетобудування 75-річний Герман Оберт. На окремій трибуні розмістилось 3100 журналістів.
Після 75 годин польоту корабель вийшов на навколомісячну орбіту, ще майже доба знадобилась на приведення орбіти до заданих параметрів та на перевірку всіх систем. Після цього Армстронг та Олдрін перейшли до місячного модуля «Eagle», а Коллінз залишився на борту основного корабля очікувати своїх товаришів.

#### Посадка на Місяць

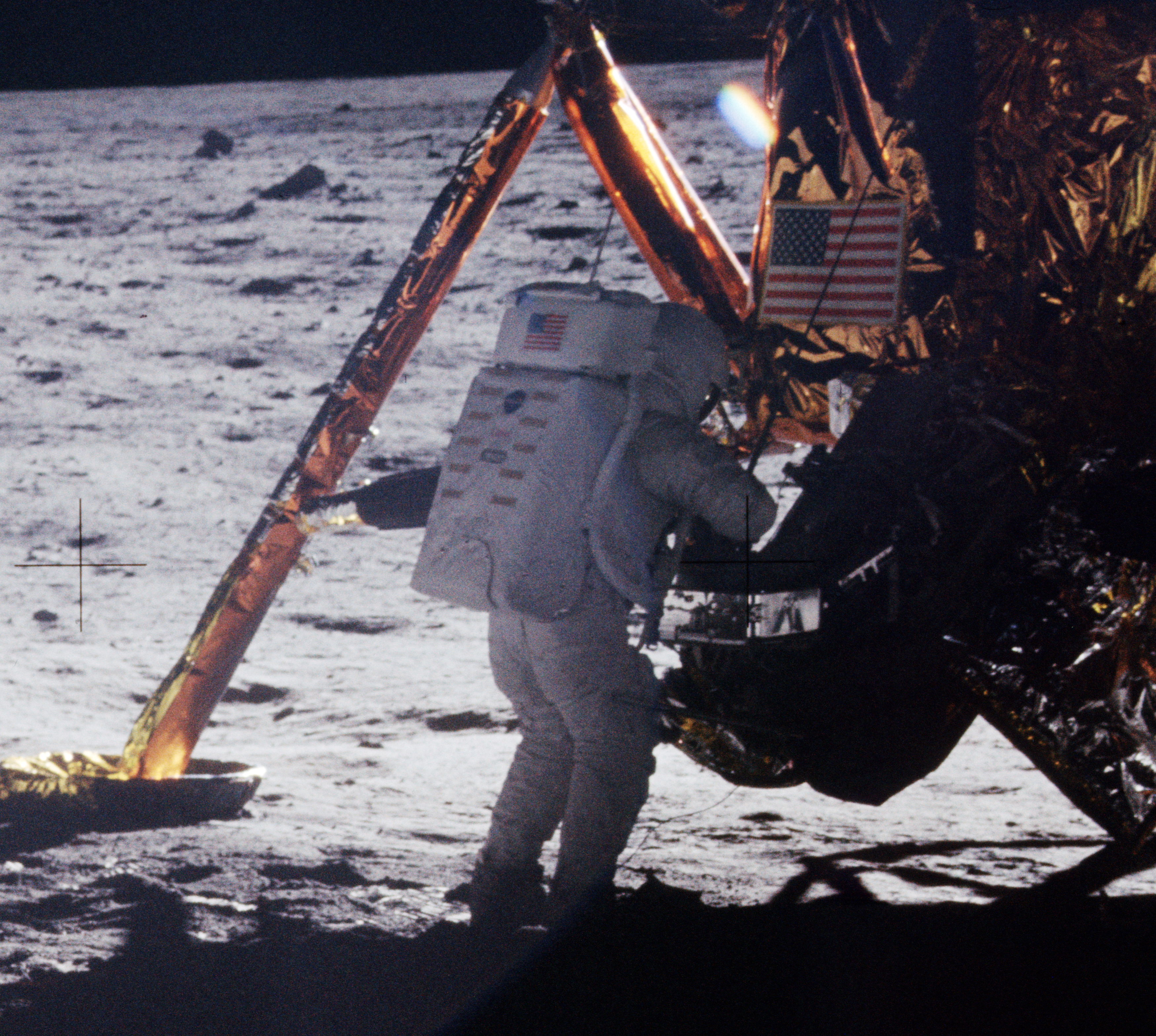
Армстронг працює із Місячного модуля «Аполлона». Одне з кількох фото, яке було показано ним на EVA.

Місячний модуль здійснив посадку в Море Спокою 20 липня о 20 год 17 хв 42 с за Гринвічем. У момент посадки Армстронг передав:
Х'юстон, говорить База Спокою. «Орел» сів.
Астронавти спершу виконали операції, які імітували старт з Місяця, щоб пересвідчитися у справності відповідних систем. Зовнішня бортова камера, яка була встановлена на місячному модулі, забезпечила пряму трансляцію виходу Армстронга на місячну поверхню.

21 липня 1969 року о 2 год 56 хв 20 с за Гринвічем Ніл Армстронг на очах мільйонів телеглядачів, які спостерігали висадку на Місяць у прямому ефірі, зістрибнув з останньої сходинки Місячного посадкового модуля, промовивши знамениту фразу:
Це маленький крок для людини, великий стрибок для людства.
Олдрін вийшов на поверхню Місяця через 15 хвилин після Армстронга. Олдрін випробував різні способи швидкого пересування на поверхні Місяця. Найдоцільнішою астронавти визнали звичайну ходьбу. Астронавти пройшлися по поверхні, зібрали зразки місячного ґрунту і встановили телевізійну камеру. Потім вони установили прапор США (Конгрес США до польоту відкинув пропозицію НАСА встановити на Місяці прапор ООН замість національного), провели двохвилинний сеанс зв'язку з президентом Ніксоном, встановили на поверхні Місяця наукові прилади (сейсмометр і відбивач лазерного променя).
Після встановлення приладів Армстронг вирушив на прогулянку до місця, що зараз знане як Східний кратер, розташованого за 65 ярдів (59 м) на схід від місця висадки, здолавши найбільшу відстань за всю місію. Останнім завданням Армстронга було залишити невеличкий пакет з пам'ятними речами в честь загиблих радянських та американських космонавтів: Юрія Гагаріна, Володимира Комарова, Вірджила Гріссома, Едварда Вайта і Роджера Чаффі. У кінці місії астронавти додатково зібрали зразки місячного ґрунту і повернулися на модуль.
При ресурсі автономної системи життєзабезпечення близько 4 годин, Олдрін пробув на поверхні Місяця більш ніж півтори години, Армстронг провів за межами космічного корабля 2 години 17 хвилин.

#### Старт із Місяця і повернення на Землю
Після повернення до місячної кабіни астронавти склали непотрібні речі в мішок, розгерметизували кабіну і викинули мішок на поверхню Місяця. Далі астронавти перевірили бортові системи, поїли та поспали близько 7 годин. Після ще одного вживання їжі астронавтами, на 125-й годині польотного часу відбувся старт з Місяця злітної ступені місячного модуля. Загальна тривалість перебування місячного модуля на поверхні Місяця: 21 година 36 хвилин.

На посадковій ступені, яка залишилася на Місяці, закріплена табличка з вигравіруваною на ній мапою півкуль Землі і словами:
Тут люди з планети Земля вперше ступили на Місяць. Липень 1969 р. нової ери. Ми прийшли з миром від імені всього Людства.
Під цими словами вигравірувані підписи трьох астронавтів корабля «Аполлон-11» і президента США Річарда Ніксона.
Команда Ніла Армстронга повернулась на Землю 24 липня 1969 року. Тривалість експедиції становила 8 діб 3 години 18 хвилин 35 секунд. Відсік екіпажу приводнився в Тихому океані приблизно за 20 км від авіаносця USS Hornet (CV-12). Екіпаж підійняли на борт вертольота і доставили на авіаносець через 63 хвилини після приводнення. Астронавти просто з вертольота перейшли в карантинний фургон, де їх очікували лікар і технік.
На авіаносець для зустрічі астронавтів прибули президент США РІчард Ніксон, директор НАСА Томас Пейн, а також астронавт Френк Борман. Ніксон звернувся до астронавтів, які перебували в цей час у карантинному фургоні, з промовою-привітанням.
Астронавти перебували в карантині 18 днів. З першого ж дня перебування на Землі екіпаж почав звітувати про політ і одночасно проходив медичне обстеження. Ці обстеження, а також аналіз зразків місячних порід не виявили позаземних мікроорганізмів. Після одержання таких результатів карантин було знято.
13 серпня 1969 року відбулася урочиста зустріч астронавтів у Нью-Йорку, потім Чикаго і Лос-Анджелесі. 16 вересня відбувся прийом екіпажу «Аполлона-11» в Конгресі США. Цього дня Конгрес затвердив нову державну нагороду США — Почесну медаль Конгресу за освоєння космосу. Після подорожі Америкою астронавти вирушили у 45-денне навколосвітнє турне «Великий стрибок». У травні 1970 року Армстронг відправився в СРСР, аби зробити доповідь на 13-й щорічній конференції Міжнародного Комітету з космічних досліджень. У Москві його приймав голова уряду Олексій Косигін.
Ніл став першою людиною із «Заходу», якій показали надзвуковий пасажирський літак Ту-144, а також зробили екскурсію у Центр підготовки космонавтів імені Гагаріна.

Ніл Армстронг і Майкл Коллінз після нагородження урядом Бразилії, 1969.

### Після перебування на Місяці
Незабаром після повернення на Землю Ніл Армстронг у своєму рідному Університеті Пердью оголосив, що вже більше ніколи не полетить у космос.
У 1970 році Армстронг влаштувався заступником начальника відділу аеронавтики в Агентстві передових оборонних дослідницьких проєктів США (DARPA). Проте, пропрацювавши лише рік, він звільняється звідти, як і із НАСА в цілому.
У 1971 році Ніл повернувся в свій рідний штат Огайо, де працював професором на факультеті аерокосмічної техніки в Університеті Цинциннаті. Там він пропрацював до 1979 року, відхиляючи будь-які звернення журналістів, прохання про автограф тощо.
Після 8 років роботи в університеті Армстронг зайнявся приватним бізнесом. У 1980—1982 роках працював головою ради директорів компанії Cardwell International, Ltd в місті Лебанон, штат Огайо. У 1982—1992 роках був головою компанії Computing Technologies for Aviation, Inc., у місті Шарлоттсвілл, штат Вірджинія. Водночас з 1981 по 1999 рік Армстронг працював у раді директорів компанії Eaton Corp.
У 1986 році був заступником голови комісії, що розслідувала причини катастрофи шатла «Челленджер».

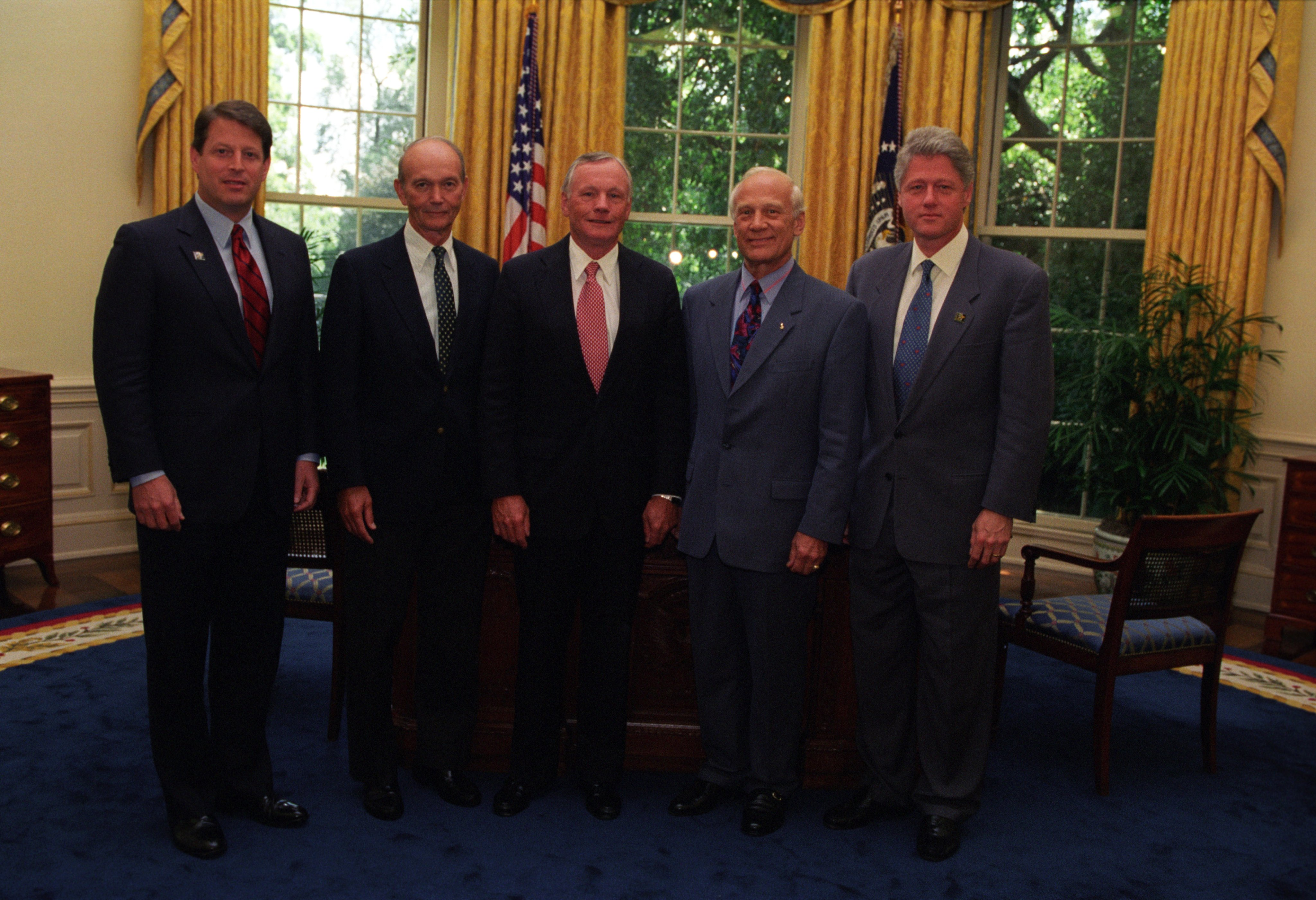
Президент Білл Клінтон і віце-президент Ел Гор із Майклом Коллінзом, Нілом Армстронгом і Баззом Олдріном, 07.08.1994.

У 1999 році взяв участь у телевізійному проєкті «BBC: Планети» як експерт.
У 2000 році Армстронг був обраний головою ради директорів компанії EDO Corp, яка виробляє електроніку і різні прилади для аерокосмічної та оборонної промисловості. Пішов у відставку з поста голови ради директорів у 2002 році.

#### Смерть
Помер 25 серпня 2012 року. За попередніми даними, причиною смерті стали ускладнення, які виникли після операції на коронарних артеріях, проведеної на початку серпня.

## Особисте життя
Перша дружина — Джанет (Janet Elizabeth Shearon), з якою він познайомився ще в інституті і одружився 28 січня 1956 року. Після 38 років шлюбу, в 1994 році, Ніл розлучається із Джанет.
12 червня 1994 року Амстронг вдруге одружився з Керол Хелд Найт (Carol Held Knight), з якою він познайомився в 1992 році, на турнірі з гольфу. З 2002 року пара жила у власному будинку в містечку Лебанон, штат Огайо.
У Ніла Армстронга було троє дітей від першого шлюбу — Ерік, Карен та Марк. У липні 1961 року в Карен виявили рак головного мозку, і 28 січня 1962 року вона померла.

## Нагороди

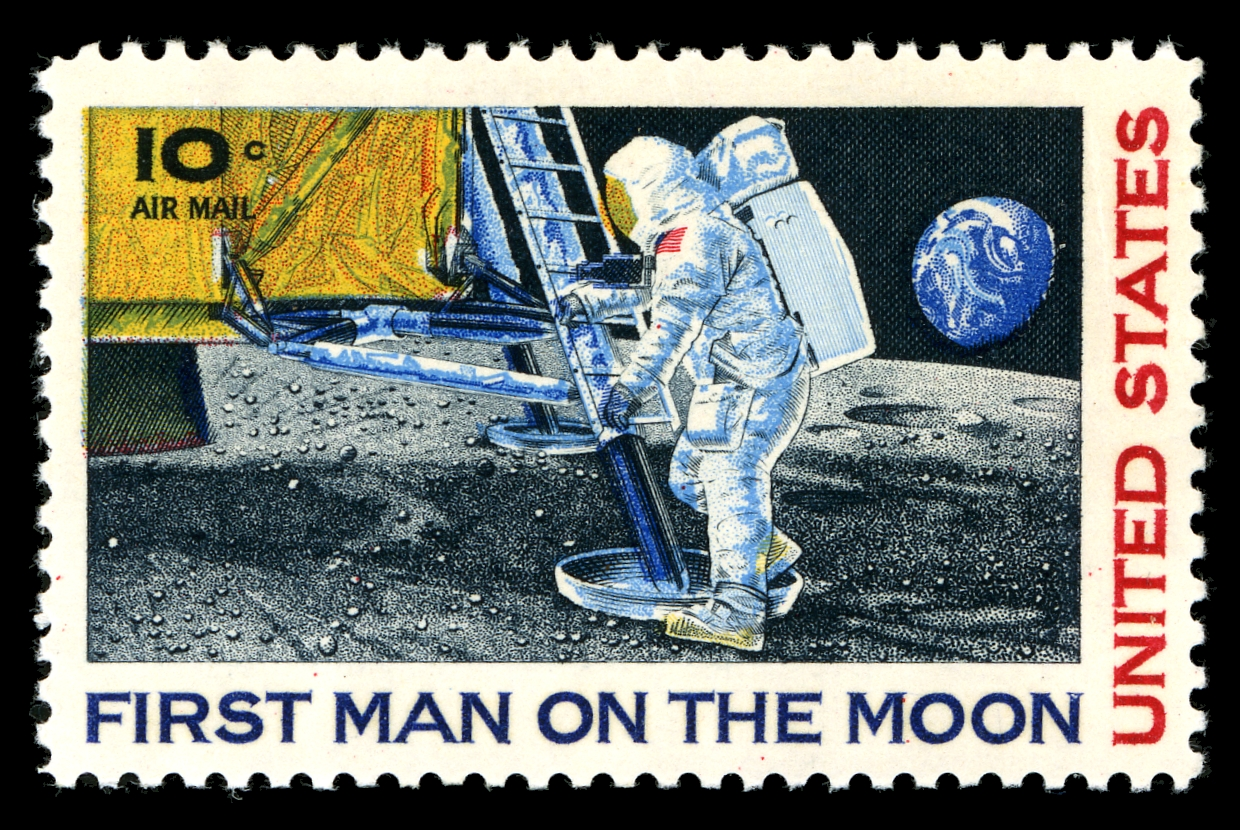
Поштова марка США «Перша людина на Місяці»

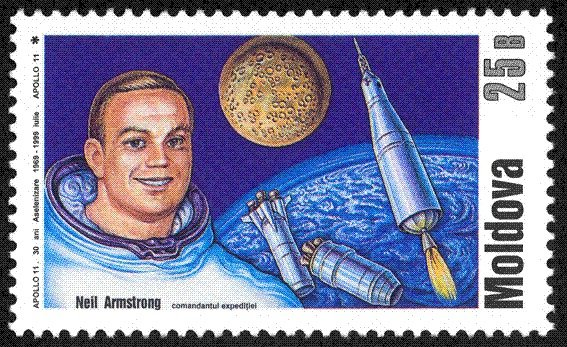
Ніл Армстронг перша людина на Місяці. Поштова марка Молдови 11.05.1950

Серед величезної кількості нагород Армстронга: Президентська медаль Свободи і Космічна медаль пошани Конгресу США (Congressional Space Medal of Honor). У 2009 році Ніл Армстронг був нагороджений Золотою медаллю Конгресу США — вищою цивільною нагородою країни.

## Вшанування пам'яті
- Його ім'я вибите на Алеї Слави у Голлівуді.
- На честь Ніла Армстронга назвали кратер на Місяці та астероїд 6469 Армстронг.
- Його ім'я внесено до Зали слави астронавтів США.
- Іменем Ніла Армстронга названо десятки шкіл на всій території США.
- По всьому світу існують вулиці та інші місця, названі на честь Ніла Армстронга або його місії на «Аполлоні-11».

#### Україна
- У 2022 році в місті Дніпро вулицю Казакова перейменували на вулицю Ніла Армстронга[19].

## Цікаві факти
- Одного разу Армстронгу сказали, що відсутність вітрів і дощів на Місяці навічно збереже залишені ним сліди. На це він відповів: «Я сподіваюся, в один прекрасний день хтось знову опиниться там і затопче їх».
- В обстановці повної секретності, у Білому домі підготували сценарій на випадок, якщо події візьмуть трагічний оборот. Планувалося, що якщо астронавти не зможуть злетіти з Місяця, президент США Річард Ніксон виступить із телевізійною промовою з такими словами: «Доля розпорядилася, щоб ці хлопці, які вирушили на Місяць з мирною метою — дослідити його, знайшли на ньому свій вічний спокій… Їх оплакують їхні близькі, їх оплакує вся нація, їх оплакує все людство, їх оплакує мати-Земля, що зважилися послати двох своїх синів у невідомість…»
- У багатьох ісламських країнах існує міф, що, вийшовши на поверхню Місяця, Армстронг нібито почув фразу невідомою йому мовою. Центр управління у Х'юстоні повідомив йому, що на його каналах жодних передач не було. І ось, уже повернувшись на Землю і перебуваючи в поїздці по Єгипту, він знову почув ту ж фразу. З'ясувавши, що так звучить заклик муедзина на молитву, Армстронг тут же став мусульманином. Не бажаючи нікого образити, Армстронг повідомив, що інформація про його перехід в іслам не відповідає дійсності.
- Ніл Армстронг знімався в рекламі автомобілів «Крайслер».
- На честь Армстронга названо астероїд 6469 Армстронг[20].
- Ніл Армстронг належав до давнього шотландського клану Армстронг і пишався своїм походженням. З собою на Місяць він узяв тартан клану Армстронг.[джерело?]